# Kommunalvalen i Finland 1980
Kommunalval i Finland (dock inte Åland) hölls den 19 och 20 oktober 1980 för mandatperioden 1981-1984. Antalet röstberättigade var 3 515 057 och av dem deltog 2 747 108 eller 78,2 % i valet. Största parti blev socialdemokraterna, medan centern vann flest fullmäktigeplatser.
Kommunalvalen på Åland hade hållits 1979 och hölls nästa gång 1983.
Inget val hölls i kommunen Velkua då det fanns lika många godkända kandidater som valbara platser i fullmäktige, och samtliga kandidater utsågs till fullmäktigeledamöter utan omröstning genom så kallat sämjoval.

## Bakgrund
Valet förrättades i enlighet med den kommunala vallagen av år 1972 (361/72). Rätt att ställa upp i valet med kandidater hade dels Finlands registrerade partier samt valmansföreningar. Minst 10 röstberättigade i en kommun krävdes för att bilda en valmansförening.

## Valresultat
Nedanstående resultat ger en total sammanställning av valen i hela Finland. För resultatet i varje kommun för sig, se respektive kommunartikel.

| Parti eller valmansförening | Parti eller valmansförening                 | Röster             | Röster       | Röster | Röster | Mandatfördelning | Mandatfördelning |
| Parti eller valmansförening | Parti eller valmansförening                 | Antal              | Röstskillnad | %      | +− %   | Antal            | +−               |
| --------------------------- | ------------------------------------------- | ------------------ | ------------ | ------ | ------ | ---------------- | ---------------- |
|                             | Finlands Socialdemokratiska Parti           | 699 280            | +33 648      | 25,6   | +0,7   | 2 820            | +85              |
|                             | Samlingspartiet                             | 628 950            | +67 829      | 23,0   | +2,0   | 2 373            | +326             |
|                             | Centern i Finland                           | 513 362            | +18 939      | 18,8   | +0,3   | 3 889            | -47              |
|                             | Demokratiska förbundet för Finlands folk    | 456 177            | −38 743      | 16,7   | -1,8   | 1 835            | −215             |
|                             | Svenska folkpartiet                         | 128 308            | +2 119       | 4,7    | 0,0    | 676              | +3               |
|                             | Finlands Kristliga Förbund                  | 100 800            | +15 008      | 3,7    | +0,5   | 333              | +11              |
|                             | Liberala folkpartiet                        | 88 086             | −39 664      | 3,2    | -1,6   | 203              | -125             |
|                             | Finlands landsbygdsparti                    | 83 265             | +27 174      | 3,0    | +0,9   | 348              | +103             |
|                             | Konstitutionella högerpartiet               | 13 478             | −9 598       | 0,5    | -0,4   | 8                | -6               |
|                             | Finlands folks enhetsparti                  | 3 265              | −9 551       | 0,1    | -0,4   | 12               | -46              |
|                             | Övriga socialistiska valmansföreningar      | 1 520              | +1 374       | 0,1    | +0,1   | 6                | +5               |
|                             | Övriga icke-socialistiska valmansföreningar | 4 147              | −4 612       | 0,2    | -0,2   | 17               | -29              |
|                             | Fristående valmansföreningar                | 12 140             | -248         | 0,4    | 0,0    | 69               | +21              |
| Antal giltiga röster        | Antal giltiga röster                        | 2 732 778          | +59 869      | 100,0  |        | 12 589           | +39              |
| Ogiltiga röster             | Ogiltiga röster                             | 14 330             |              |        |        |                  |                  |
| Totalt                      | Totalt                                      | 2 747 108 (78,2 %) |              |        |        |                  |                  |

Valet i Humppila kommun upphävdes av Tavastehus läns länsrätt på grund av inträffade fel vid förhandsröstningen, och nytt kommunalval hölls den 12 och 13 april 1981.